# Björkői szerződés

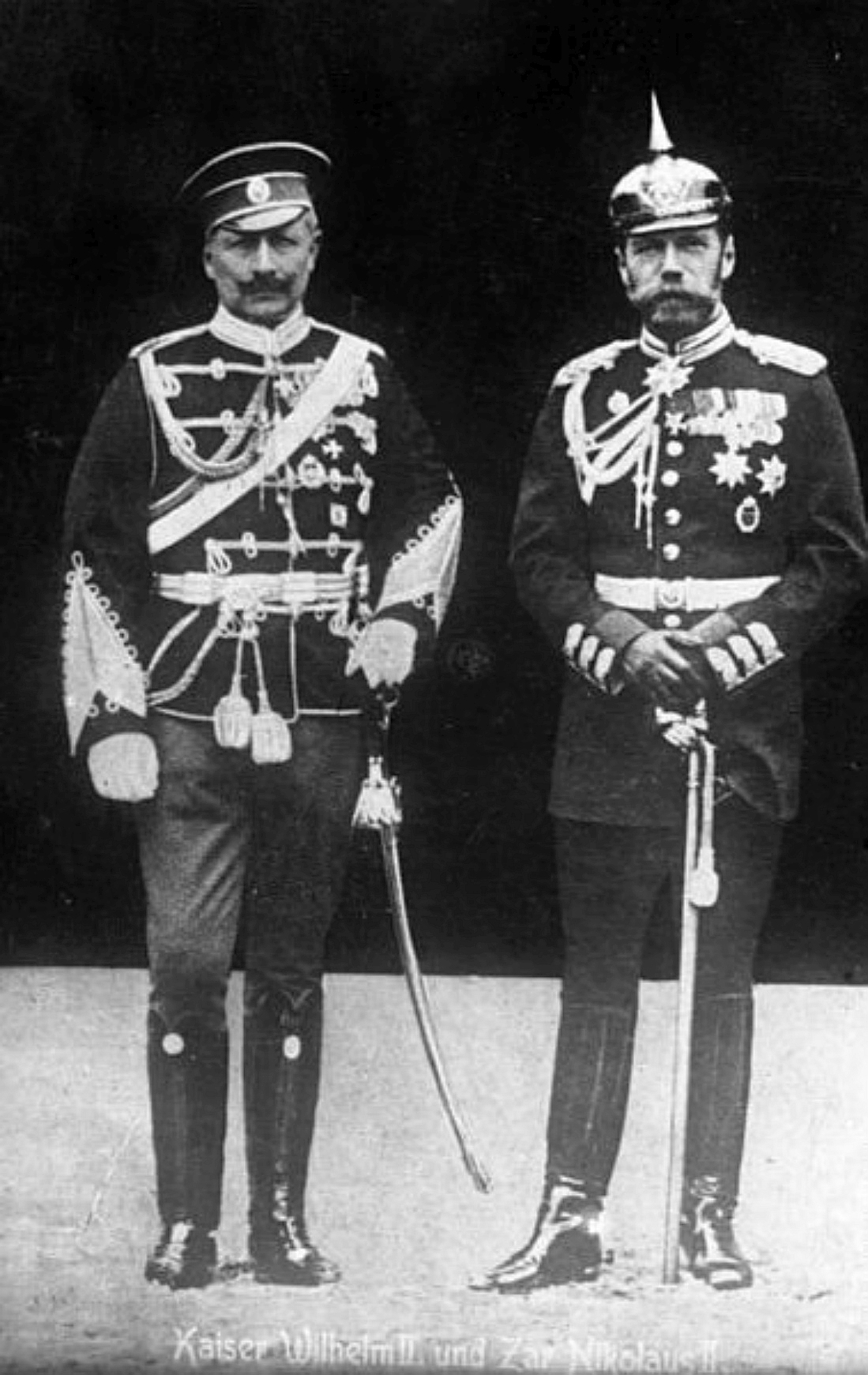
II. Vilmos német császár (balra orosz egyenruhában, és II. Miklós orosz cár (jobbra, porosz egyenruhában) 1905-ben Björkőben

A björkői szerződés (avagy koivistói szerződés) kölcsönös segítségnyújtási egyezmény volt a Német Császárság és az Orosz Birodalom között, melyet II. Vilmos német császár és II. Miklós orosz cár kötött meg 1905. július 24-én a Finnországban lévő Björkö kisvárosban (ma: Primorszk, Leningrádi terület). A mérvadó politikai erők ellenállása miatt egyik fél sem ratifikálta, legfőképpen azért nem, mert ellentmondott az Oroszország és Franciaország között meglévő szövetség kötelezettségeinek. A szerződés értelmében a két fél kölcsönösen segítette volna a másikat, amennyiben azt egy harmadik európai hatalom megtámadná. A szerződés az orosz–japán háború lezárulása után lépett volna érvénybe. A szerződést titokban kellett tartani, és Franciaországgal csak a hatályba lépése után tudatták volna a létezését.

## Előzménye
Vilmos császárnak a német-orosz szövetség tető alá hozására tett fáradozásai az 1904-ben a Nagy-Britannia és Franciaország között megköttetett entente cordiale-lal, valamint az 1904-05-ös orosz-japán háború miatti orosz-brit feszültséggel voltak összefüggésben, melyek azzal a reménnyel kecsegtettek, hogy Oroszországot a Német Birodalom oldalára lehet állítani. Oroszországot sorozatos katonai és külpolitikai kudarcok érték a háborúban, ami belső feszültséget is eredményezett. 1905 első felében zavargások törtek ki Oroszországban, májusban a csuzimai csata során az orosz flotta döntő vereséget szenvedett, júniusban lázadás tört ki a Patyomkin csatahajón. A cár az 1904 októberi doggerbanki incidens miatt még mindig erősen neheztelt a japánokkal 1902 óta Oroszország ellen irányuló szövetségben álló Nagy-Britanniára. Oroszország már 1894 óta Franciaország szövetségese volt, de ebben a szövetségben az oroszok csalódtak, mivel a franciák nem támogatták őket a Japán elleni háborúban.
Ezzel szemben a német szénszállítmányok tették egyáltalán lehetővé az orosz Balti-tengeren összeállított „Második Csendes-óceáni Hajóraj” kifutását, amivel a németek a britek nemtetszését váltották ki. A HAPAG német hajótársaság azon hajóit, melyek Oroszország számára szállítottak szenet, a britek eleinte nem engedték útnak indulni a saját kikötőikből. Franciaország és Németország között 1905 elején az első marokkói válság okozott feszültséget, mivel Németország meg akarta őrizni Marokkó függetlenségét szemben a francia gyarmatosító törekvésekkel, amitől a kereskedelmi érdekei sérülését várta. Az észak-afrikai országba maga a császár is ellátogatott, mikor 1905 márciusában felkereste Tangert.
A doggerbanki incidens utáni napokban privát levelezésükben Miklós cár felvetette egy orosz-német-francia szövetség ötletét Vilmos császárnak, amivel a brit-japán szövetség ellen léphetnének fel. A levélben így fogalmazott:
„Az egyetlen út abban áll, hogy Németország, Oroszország és Franciaország késlekedés nélkül összeállnak … Fel tudnád vázolni egy ilyen szövetségnek az alapjait? … Franciaország nem tehet mást, minthogy csatlakozik a szövetségeseihez.”
Miklós ajánlatára Vilmos október 27-én egy német-orosz védelmi szövetséget ajánlott, amit Bülow kancellárral együtt dolgozott ki és aminek értelmében ha valamelyiküket egy európai hatalom megtámadná, akkor a másik automatikusan a segítségére siet. Amennyiben Oroszországot érné ilyen támadás, úgy azok a németekkel együtt figyelmeztetnék a franciákat az orosz-francia szövetségben foglaltak betartására, különbékét pedig nem kötnének. Vilmos azonban csak utólag mutatta volna meg a franciáknak a szerződést, amitől Miklós ekkor még visszakozott.
1905 júliusában a császár az orosz belpolitikai fejleményeket látva esélyt látott a szerződés megkötésére. A Hohenzollern császári jacht 1905 júliusában érkezett meg Björkö elé, ahova Miklós cár a Poljarnaja Zvezda (Sarkcsillag) nevű jachtján érkezett meg.

A Björkö megközelítéséhez használt uralkodói járművek
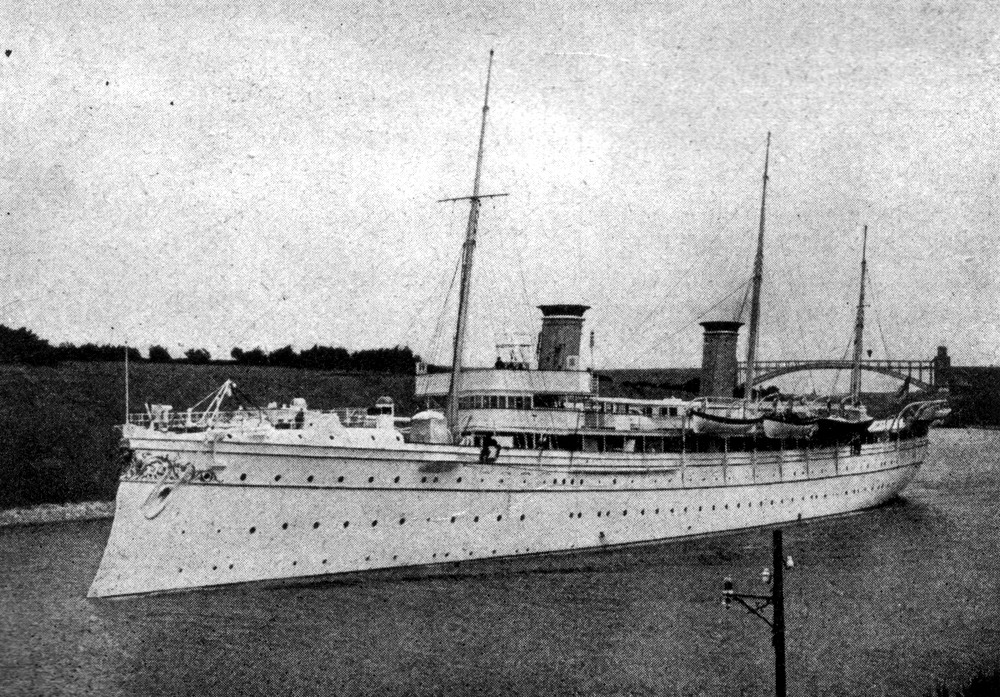
A Hohenzollern császári jacht 1902-ben
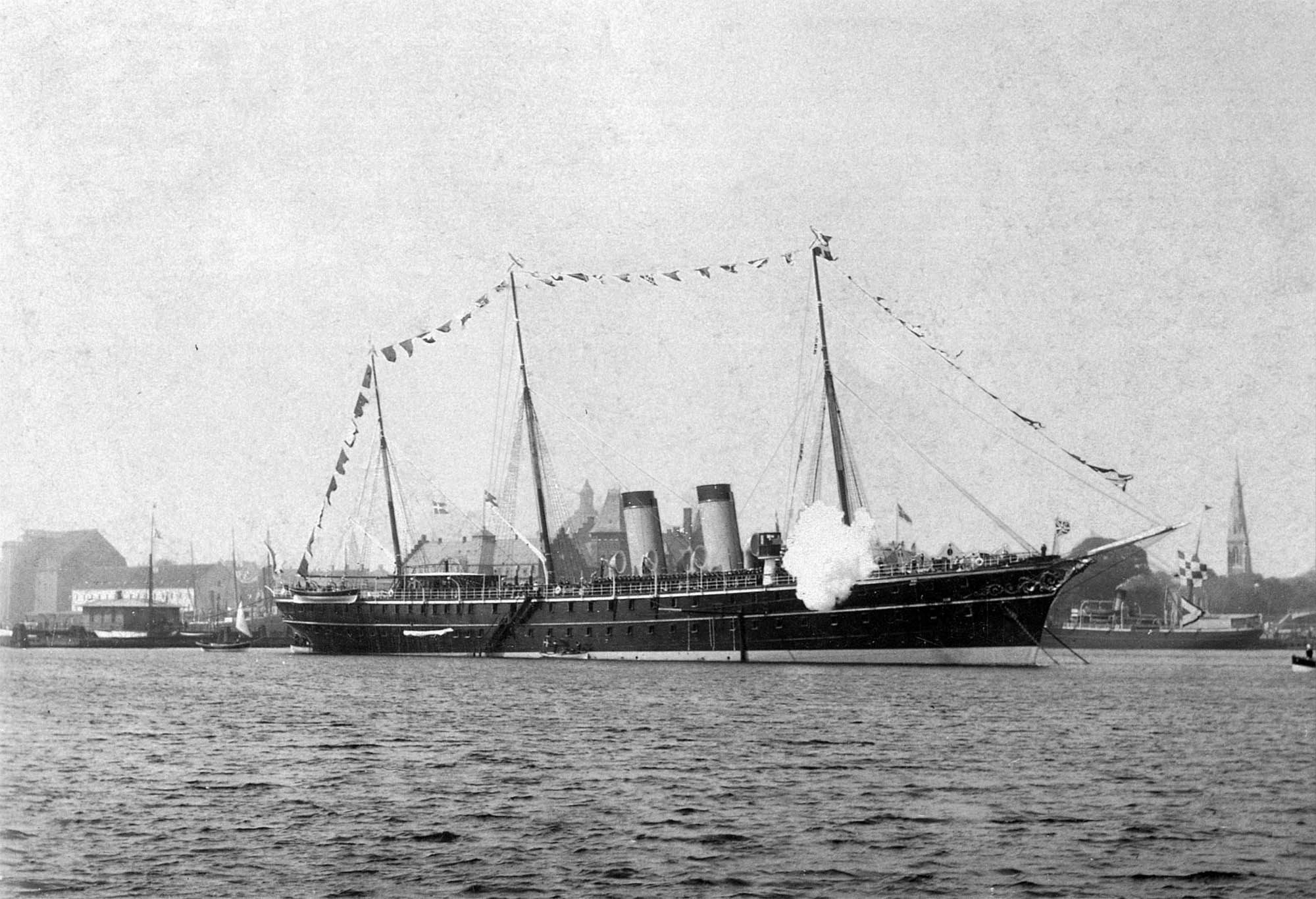
A Poljarnaja Zvezda Koppenhágában (1888)

## A szerződés szövege

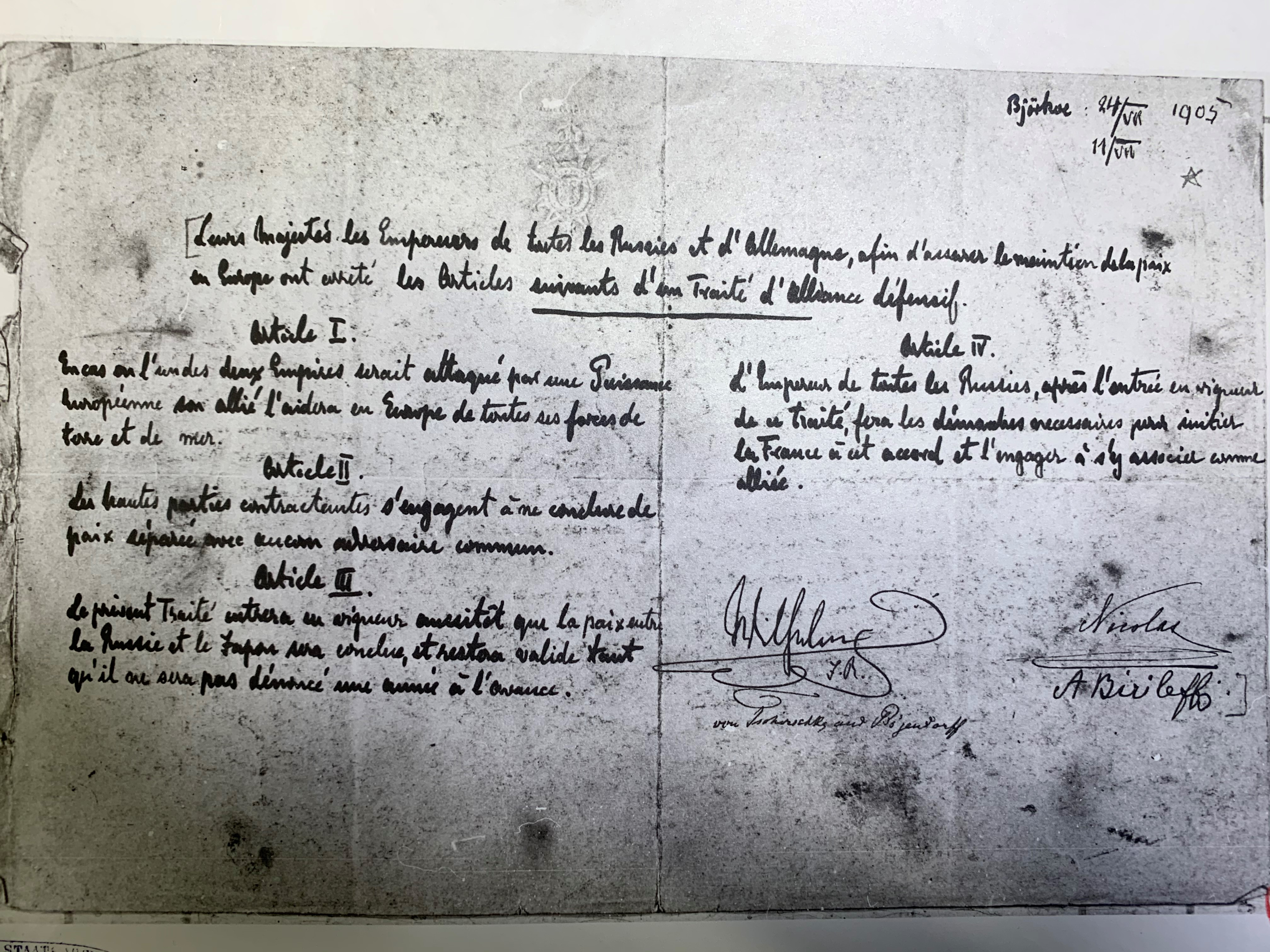
A francia nyelven megírt björkői szerződés

Őcsászári felségeik, egyik részről Oroszország császára, másik részről a német császár, Európa békéjének biztosítása érdekében a következő véd- és dacszövetségről szóló pontokat tartalmazó traktátumról egyeztek meg.
1. cikkely
A két birodalom valamelyikét európai hatalom által ért támadás esetén a szerződő felek valamennyi szárazföldi és tengeri haderejükkel segítséget nyújtanak a másiknak.
2. cikkely
A magas szerződő felek kötelezik magukat arra, hogy nem kötnek különbékét egy közös ellenséggel.
3. cikkely
A jelenlegi szerződés attól a pillanattól lép érvényre, hogy Oroszország és Japán között békeszerződés köttetik, és addig marad érvényben, ameddig egy éves lejárati idővel fel nem mondják.
4. cikkely
Miután ez a szerződés hatályba lép, minden oroszok cárja ismerteti Franciaországgal a tartalmát. és azt a tanácsot adja neki, hogy csatlakozzon a szövetségesek szerződéséhez.
A szerződést a császár és a cár mellett a londoni orosz nagykövet, Alekszander Konsztantinovics Benckendorff, a német külügyminiszter, Heinrich von Tschirschky, valamint az orosz haditengerészeti miniszter, Alekszej Alekszejevics Biriljov írták alá.

## Következményei
Vilmos császár isteni végzésnek tudta be a sikerét. Emlékirataiban így írt erről:
„Így lett 1905. július 24-ikének reggele Björkőnél fordulópont Európa történetében, és egy nagy megkönnyebbülés hű hazám számára, mely végre kiszabadul Gallia-Oroszország szörnyű harapófogójából. Miként lehetséges ilyesmi ? A válasz számomra nagyon is egyértelmű ! Isten rendelkezett és akarta így, minden emberi értelem dacára, minden emberi igyekezet kigúnyolására, összeillesztette, ami összetartozott !”

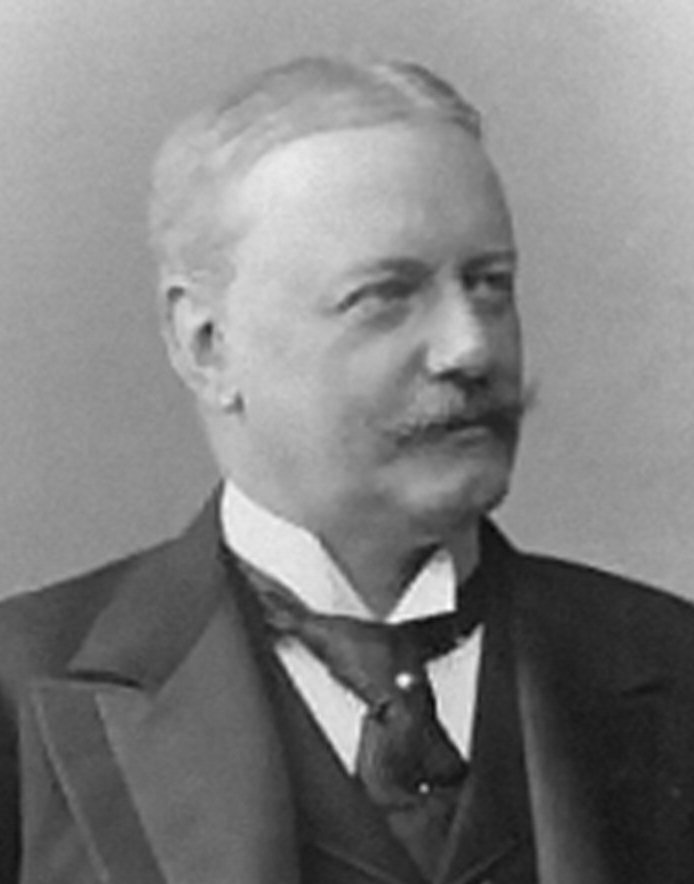
Bernhard von Bülow
német kancellár

Bernhard von Bülow azonban – pár nap mérlegelést követően – elutasította a szerződést, és lemondásával fenyegetett, miután Oswald von Richthofen külügyminiszter ragaszkodott ahhoz, hogy a császárt kioktassák az ügyben. Bülow leginkább azon ütközött meg, hogy a szerződés csak Európára korlátozódott. Ezt a két szót („en Europe”) a császár önhatalmúlag tette bele a szövegbe, miután a szerződés szövegének egy nyers változatára korábban már Bülow áldását kérte. A császárt teljes meglepetésként érte a lemondással való fenyegetőzés és mélységes csalódottságának adott hangot. Ő maga ugyanis a segítségnyújtás kiterjesztését Ázsiára szükségtelennek tekintette, mivel egy India elleni orosz támadás teljesen illuzórikus volt a véleménye szerint. Vilmos így reagált Bülow fenyegetésére: 
„A legjobb, legbensőségesebb barátom által ilyen módon kezelve lenni, megfelelő indok nélkül, ez olyan szörnyű ütésként ért, hogy teljesen összetörtem tőle és attól kell tartanom, hogy súlyos idegbetegség kerít hatalmába !”.
Oroszországban már régebb óta jelen volt egy erős franciabarát frakció, mely a cárt arra kényszerítette, hogy kihátráljon a björkői szerződésből amennyiben Franciaország nem lépne be ebbe az új szövetségi rendszerbe. Ehhez különösen ragaszkodott a nagy befolyású Szergej Juljevics Witte, aki ekkoriban kötötte meg az orosz-japán háborút a vereség ellenére is viszonylag kedvező feltételekkel lezáró portsmouthi békeszerződést, valamint Vlagyimir Nikolajevics Lamsdorf külügyminiszter, akik nem voltak jelen a szerződés aláírásánál és akikkel erről nem egyeztettek. A cár Lamsdorfot majd csak augusztus 30-án egy meghallgatáson értesítette a szerződésről, Wittét pedig csak az Oroszországba való visszatérése közben értesítette Vilmos császár Miklós cár beleegyezésével a szerződésről a kelet-poroszországi Romintenben szeptember 27-én.
Witte a császárral folytatott beszélgetése után nagyon is hajlandónak mutatkozott a szerződés elfogadására, azonban megváltoztatta a véleményét, miután Oroszországba visszatérve elolvasta annak szövegét. Ezt követően a Lamsdorf köré szerveződő ellenzékhez csatlakozott. A cár ezután ragaszkodott Franciaország beleegyezéséhez, ami nagyon valószerűtlen lehetőség volt, de amiben a német császár képes volt hinni. A császár még azt is elképzelhetőnek tartotta, hogy Japánt egy Oroszországgal közös szövetségbe is be tudják vonni, mely szövetség főként Nagy-Britannia ellen irányulna. Oroszország rá volt utalva a francia támogatásra, mivel az ország az államcsőd szélén állt és két milliárd frankos kölcsön felvételéről tárgyalt Franciaországgal. Franciaország ennek utalásához a marokkói válságban való orosz támogatást követelte meg, aminek Oroszország eleget is tett. Ezzel a björkői egyezmény még az év vége előtt gyakorlatilag semmissé vált.
A szerződéstervezet a titoktartási záradék ellenére röviddel az aláírása után ismertté vált Párizsban és Londonban. A brit király már 1905 szeptemberében tudott róla, miután a cár Németország utólagos beleegyezésével az udvar németellenes köreit, köztük Nikoláj Nikolájevics Romanov nagyherceget értesítette róla. A fejlemény Nagy-Britannia és Franciaország további közeledését eredményezte. A Vilmos által remélt Oroszországhoz való közeledés helyett 1907-ben a szentpétervári szerződés megkötésére került sor, amiben a britek és az oroszok a közép-ázsiai konfliktusukat rendezték. Ezzel a szerződéssel jött létre a „hármas antant”. Oroszország az 1906-os algecirasi konferencia során már a francia-brit álláspontot támogatta, amivel a Német Birodalom még jobban elszigetelődött. Roderick McLean történész szerint a meg nem valósult björkői szerződés fordulópontot jelentett, mivel a császár által remélt kontinentális német hegemónia és egy britellenes kontinentális blokk helyett ezt követően Berlin és Szentpétervár egyre jobban eltávolodott egymástól. Ez vezetett ahhoz, hogy a császár megtagadta a hozzájárulását német bankok részvételéhez egy Oroszországnak nyújtandó nemzetközi hitelezésben 1906-ban. A német-orosz viszony ezt követően az első világháborúig folyamatosan romlott.
A szerződés szövege az Izvesztyija 1917. december 29-ei számában lett publikálva. A nyilvánosságra hozatalt követően Bülow egy interjúban igyekezett elhatárolódni a szerződéstől és azt a császár dilettantizmusának betudni. A tervezetet azonban a külügyminisztériumnál fogalmazták meg és a császárt kísérő diplomata (Heinrich von Tschirschky) már korábban tudott róla.

A björkői szerződés kapcsán kulcsszerepet játszó politikusok és diplomaták
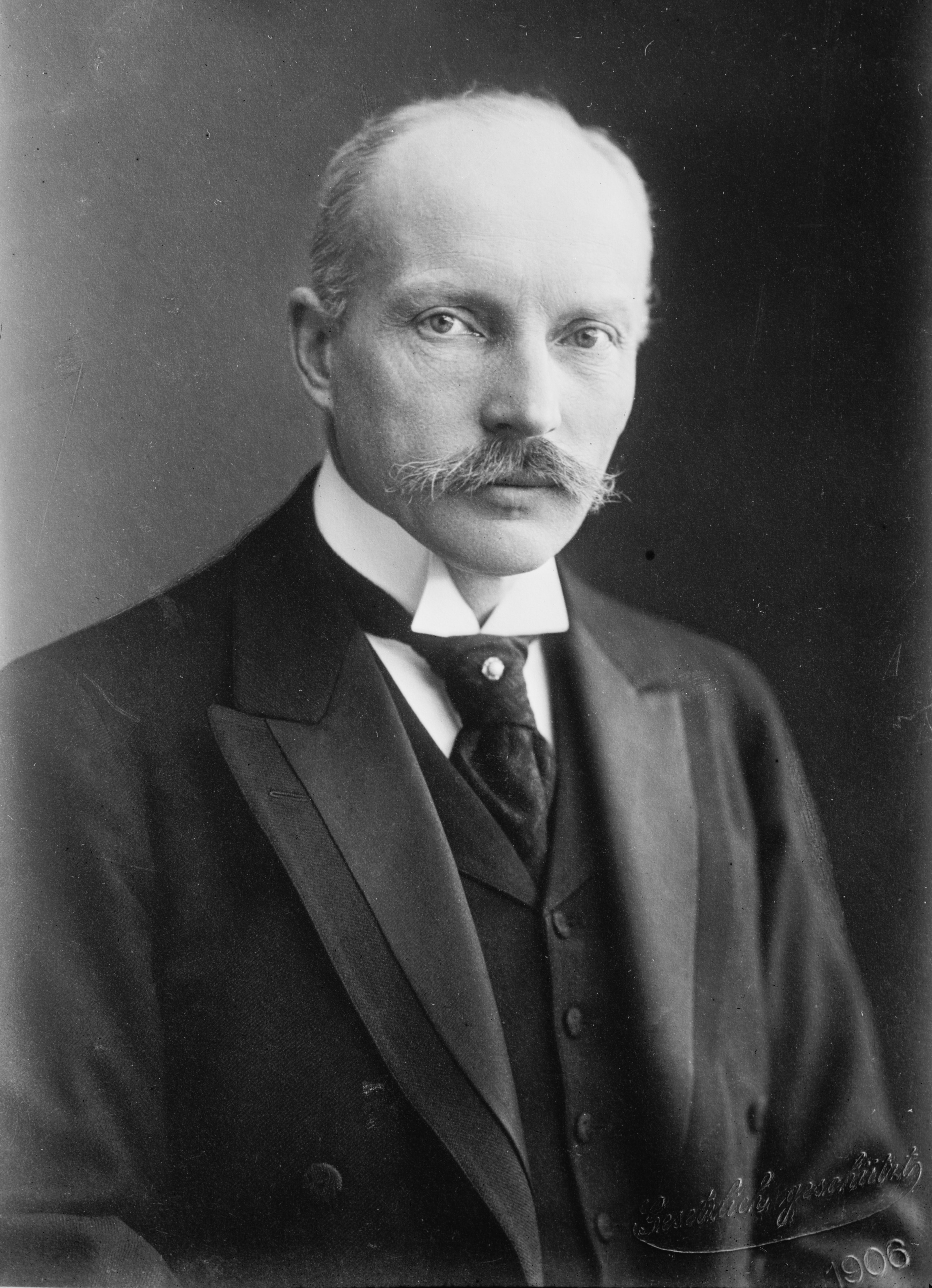
Heinrich von Tschirschky német diplomata
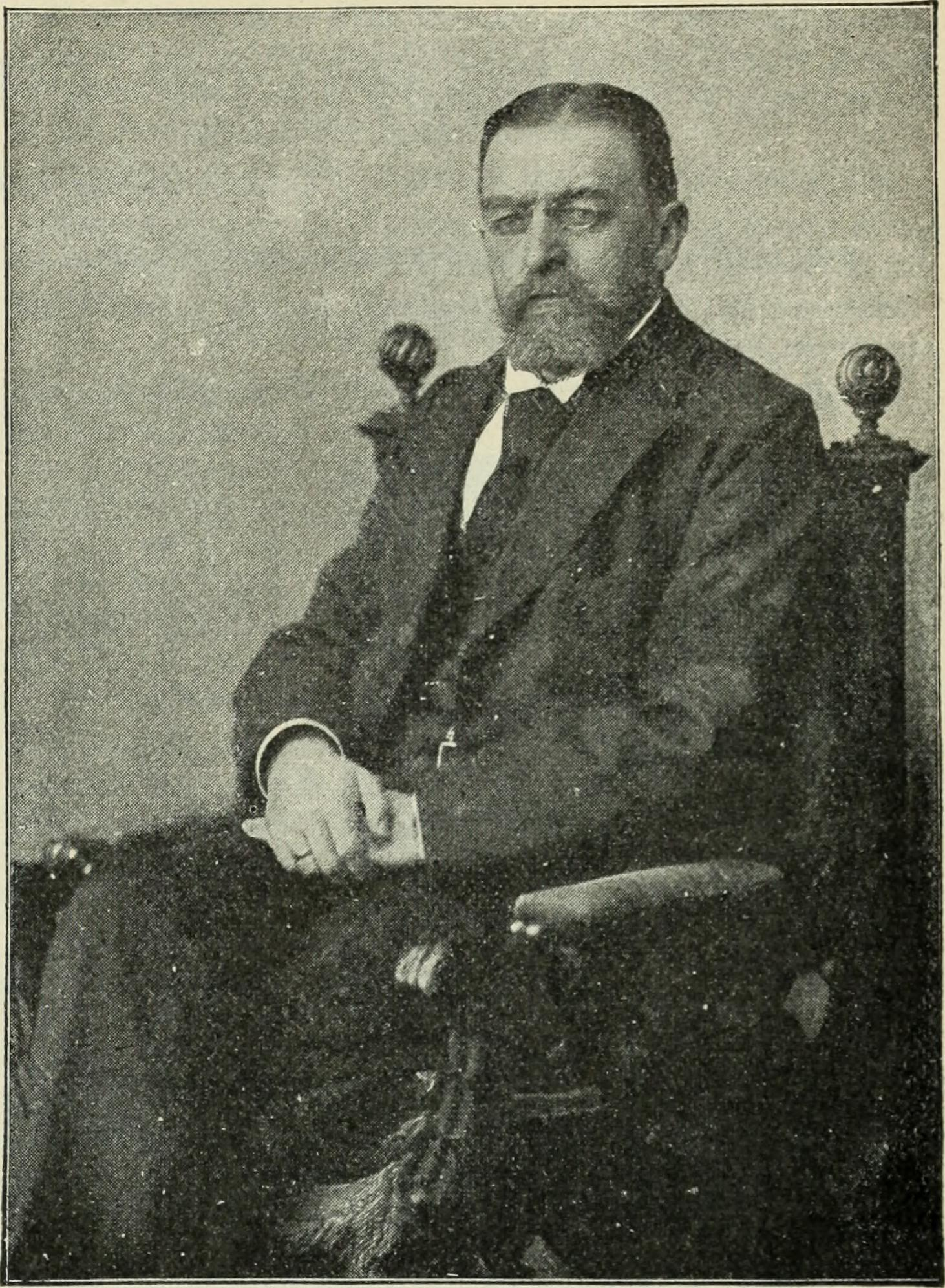
Oswald von Richthofen német külügyminiszter
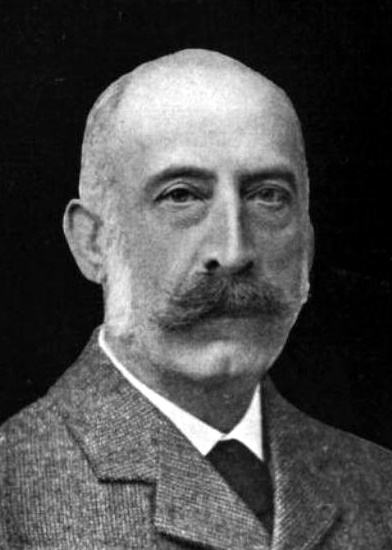
Benckendorff londoni orosz nagykövet
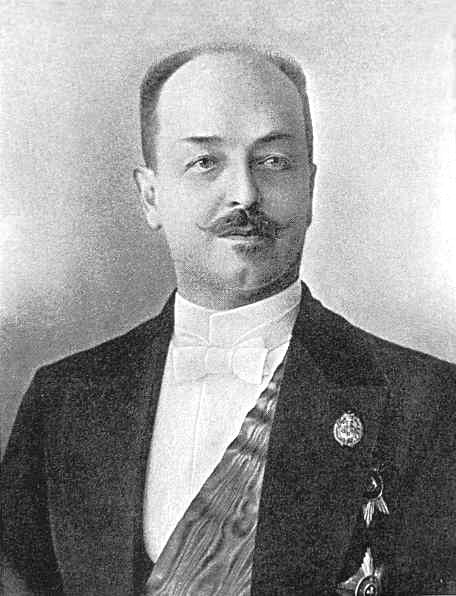
Lamsdorf orosz külügyminiszter
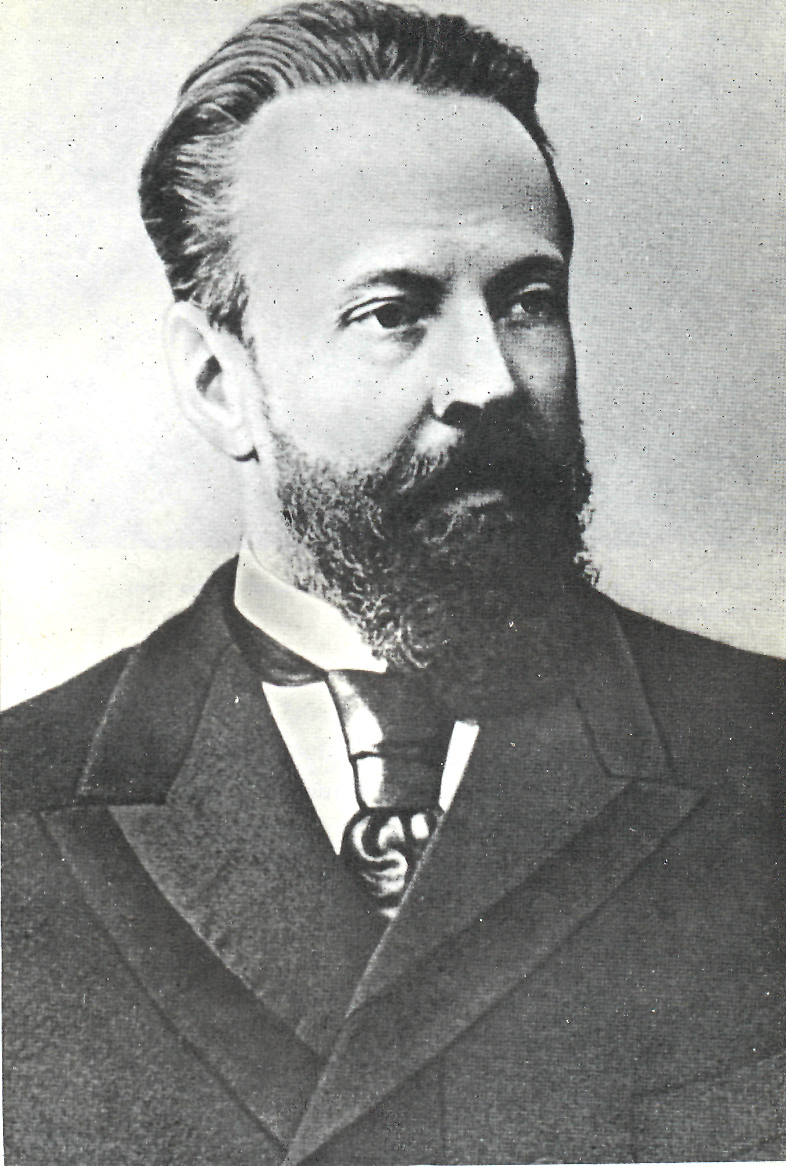
Szergej Witte orosz diplomata

## Fordítás
- Ez a szócikk részben vagy egészben  a   Vertrag von Björkö című német Wikipédia-szócikk ezen változatának fordításán alapul.  Az eredeti cikk szerkesztőit annak laptörténete sorolja fel. Ez a jelzés csupán a megfogalmazás eredetét és a szerzői jogokat jelzi, nem szolgál a cikkben szereplő információk forrásmegjelöléseként.

## Külső linkek
- Geschichte unter vier Augen, Der Spiegel, 1959. szeptember 9.